# Кармановский сельсовет (Курская область)
Карма́новский сельсове́т — муниципальное образование со статусом сельского поселения в Железногорском районе Курской области Российской Федерации.
Административный центр — село Карманово.

## География
Расположен на юго-западе Железногорского района. Граничит с Дмитриевским и Конышёвским районами, а также с Рышковским и Линецким сельсоветами Железногорского района.

## История
Образован 17 августа 1989 года путём раздела Погорельцевского сельсовета на Кармановский и Снецкой.
Статус и границы сельского поселения установлены Законом Курской области от 21 октября 2004 года № 48-ЗКО «О муниципальных образованиях Курской области».
Законом от 26 октября 2017 года к Кармановскому сельсовету был присоединён Снецкой сельсовет.

## Население
| 2002 | 2010  | 2012  | 2013  | 2014  | 2015 | 2016 |
| ---- | ----- | ----- | ----- | ----- | ---- | ---- |
| 963  | ↘869  | ↗878  | ↗894  | ↗905  | ↘871 | ↗872 |
| 2017 | 2018  | 2019  | 2020  | 2021  |      |      |
| ↗877 | ↗1086 | ↘1040 | ↘1005 | ↗1028 |      |      |

## Состав сельского поселения
| № | Населённый пункт | Тип населённого пункта          | Население |
| - | ---------------- | ------------------------------- | --------- |
| 1 | Александровка    | деревня                         | ↘17       |
| 2 | Воропаево        | деревня                         | ↗100      |
| 3 | Злобино          | село                            | ↘111      |
| 4 | Карманово        | село, административный центр    | ↘537      |
| 5 | Мицень           | посёлок железнодорожной станции | ↗32       |
| 6 | Мокрыж           | деревня                         | ↘105      |
| 7 | Погорельцево     | село                            | ↘72       |
| 8 | Снецкое          | деревня                         | ↘147      |

## Достопримечательности
- Храм Великомученицы Параскевы Пятницы в селе Погорельцево 1903—1914 годов постройки
- Усадьба И. П. Анненкова в селе Карманово (2-я половина XIX века)